# 상업지구

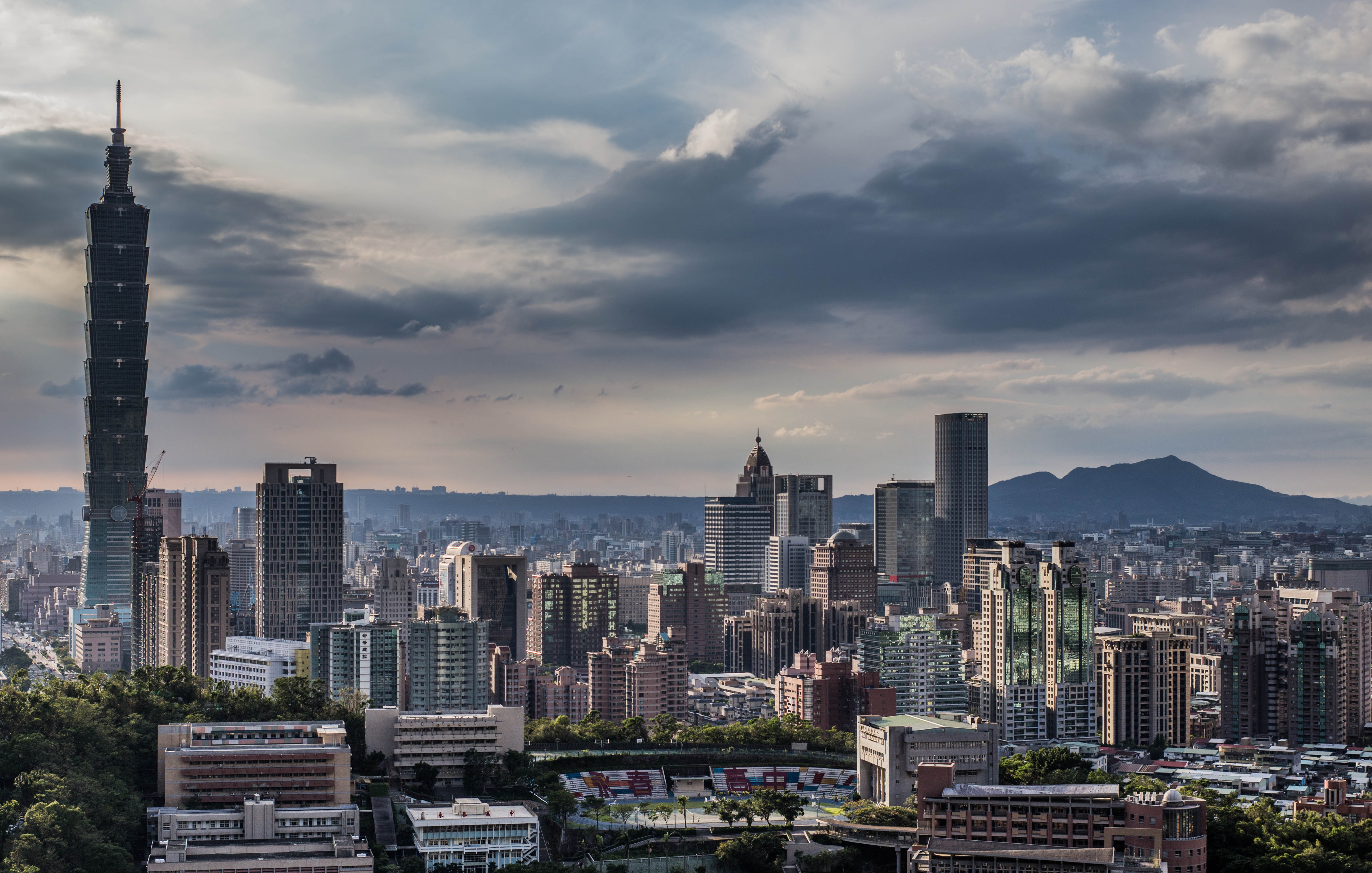
타이베이의 파이낸셜 디스트릭트

상업지구(商業地區)는 도시에서 상업 업무가 위주인 지역이다.
도시의 상업 지역은 스트립 몰, 사무실 공원, 시내, 중앙 비즈니스 지구, 금융 지구, "메인 스트리트" 또는 쇼핑 센터와 같은 주로 상업용 건물로 구성된 지역, 지구 또는 이웃이다. 도시 내의 상업 활동에는 소매업, 도매 구매 및 판매, 금융 기관에서 상품 및 서비스의 구매 및 판매, 그리고 광범위하게 "비즈니스"로 분류되는 다양한 용도가 포함된다. 상업 활동은 일반적으로 상대적으로 적은 양의 토지를 차지하지만 지역 사회 경제에 매우 중요하다. 그들은 일자리를 제공하고 돈의 순환을 촉진하며 종종 공개 모임 및 문화 행사와 같이 지역 사회에 중요한 다른 많은 역할을 수행한다.
상업 지역은 사무실 단지, 쇼핑몰, 주유소, 바 및 레스토랑과 같은 영리 사업이 사용하도록 의도된 부동산이다. 향후 프로젝트를 위해 개발자가 완전히 구매하거나 부동산 중개인을 통해 임대할 수 있다. 이러한 유형의 부동산은 주거용 부동산과 산업용 부동산 사이에 있다. 실질적으로 모든 소득자는 새로운 사무실 단지 또는 기타 영리 사업체를 짓기 위해 허가를 받아야 하며, 시 정부는 선택한 지역이 실제로 상업 지역인지 결정해야 한다. 상업, 공업, 주거 지역을 구분하는 구역이 명확하게 상업적 용도로 구분된 경우 시는 명시된 용도에 대해 판매를 진행하도록 허용한다. 그러나 부동산의 일부가 주거 또는 산업 구역으로 확장되는 경우 구매자는 구역 경계를 넘어설 수 있는 '변동', 즉 특별 허가를 받아야 한다.
상업 지역은 주거 지역과 동일하게 취급하는 부동산 중개인이 보유할 수 있다. 부동산의 가용성과 규모를 광고하는 표지판을 세울 수 있으며 더 작은 부지를 구입하거나 임대할 수 있도록 준비할 수 있다. 판매자는 또한 울퉁불퉁한 부분의 등급을 매기거나 원치 않는 나무를 제거하는 등 토지를 개선하는 데 동의할 수 있다. 전문 개발자는 단순히 이후 프로젝트에 대한 가용성을 보장하기 위해 이러한 유형의 부동산 견본을 대량으로 구매할 수 있다.

## 같이 보기
- 상점가